# Elisabeth Karlsson
Elisabeth Christina Viktoria Karlsson (ur. 20 lipca 1967) – szwedzka judoczka.
Wicemistrzyni świata w 1986, piąta w 1984, siódma w 1987; uczestniczka zawodów w 1989 i 1991. Zdobyła pięć medali w latach mistrzostw Europy w 1985 - 1991. Wygrała mistrzostwa nordyckie w 1985 i 1987 roku.